# Messaggio da Cassiopea
Messaggio da Cassiopea (The Cassiopeia Affair) è un romanzo di fantascienza della scrittrice Chloe Zerwick e dello scrittore e scienziato Harrison Brown, pubblicato nel 1968.
Nell'opera si immagina la ricezione di un messaggio dallo spazio inviato da una civiltà aliena; l'evento induce l'Umanità, sull'orlo della terza guerra mondiale, a tentare un piano per raggiungere una pace duratura.
Il romanzo è stato pubblicato in Italia, per la prima volta, nel 1970.

## Trama
Una notte, uno dei radiotelescopi installati nell'osservatorio di Redo Valley, in Virginia, capta un messaggio proveniente da Cassiopea 3579. Il messaggio contiene un codice binario che, una volta decriptato, rivela un disegno stilizzato, prova dell'esistenza di un'intelligenza extraterrestre.
Il direttore dell'osservatorio, l'anziano scienziato Max Gaby, uno dei consiglieri scientifici del Presidente degli Stati Uniti d'America Bradley, era l'unico presente alla ricezione del messaggio; convoca l'indomani mattina tutto il team di scienziati e inizia a decriptare il messaggio che risulta essere a descrizione di una civiltà aliena sviluppatasi su un pianeta simile alla Terra e che utilizza tecnologie simili a quelle terrestri. Tra gli scienziati vi è il trentacinquenne Adam Lurie, molto amico di Gaby, segretamente innamorato della sua giovane moglie Leah. Gaby capisce che la scoperta potrebbe costituire un incentivo per  l'Umanità a ricercare la pace e ottiene un colloquio con il Presidente, prima di rendere pubblica la scoperta. Bradley è entusiasta della notizia e, assecondando l'idea dello scienziato, vorrebbe proporre alle altre superpotenze un progetto comune di disarmo in occasione della Conferenza dei Ministri degli Esteri a Roma, la settimana seguente, non prima, però di aver sottoposto la scoperta al parere del Comitato di consiglieri scientifici.
Nel Comitato Gaby trova la ferma opposizione del collega Rudolph Cahler che, seppure non dubita che il messaggio sia vero, tuttavia dissente con l'idea di un disarmo mondiale. Cahler si mette in contatto con il senatore della Virginia, Harold Carter, affinché dissuada il Presidente; quest'ultimo però è fermamente convinto della bontà del suo progetto e, attraverso un sottile lavoro di concessioni e diplomazia, riesce a ottenere l'appoggio, di massima, delle maggiori superpotenze. Nel frattempo Cahler, presidente di una fondazione che elargisce contributi economici per la ricerca, invia il suo braccio destro, Ben Pabst, presso l'osservatorio di Redo Valley con il proposito di scoprire qualcosa che possa essere utile per far fallire il progetto del Presidente. Pebst intervista gli scienziati e scopre che durante la ricezione del messaggio era presente presso il radiotelescopio il solo Gaby e che il messaggio stesso era stato registrato su nastro da uno scienziato sovietico presente presso il sito per uno scambio culturale. L'uomo prima tenta di corrompere uno degli scienziati per ottenere indiscrezioni su Gaby e poi, sfruttando una sua relazione con la segretaria di Gaby, Kay Bishop, la fa ubriacare e con una scusa si introduce di notte nell'ufficio di Gaby scoprendo e fotocopiando alcuni messaggi molto simili a quello ricevuto. Secondo Pabst quegli appunti sarebbero la prova di una macchinazione ordita dallo scienziato e della falsificazione del messaggio alieno.
Pabst mette al corrente Cahler di quanto scoperto che a sua volta informa il senatore Carter che avvisa il Presidente. Viene indetta un'audizione di Gaby e gli viene contesto l'inganno. Gaby si difende affermando che i messaggi sottratti da Pabst dal su ufficio, simili a quello alieno, erano solo un esercizio intellettuale, molto in voga tra gli scienziati e che il segnale ricevuto era realmente proveniente da Cassiopea 3579. Gaby non viene creduto e il Presidente sospende il progetto di pacificazione concordato con le altre nazioni, senza però rivelare i suoi dubbi sulla falsità del messaggio, avvalorato dl fatto che a distanza di alcune settimane non si è più ripetuto. Gaby, sconvolto dalle accuse infondate, ha un infarto e muore.
Adam e Leah, interrogando Kay riescono a scoprire l'inconsapevole fonte delle informazioni in possesso di Carter e si rivolgono al Presidente fornendogli la prova dell'illegale intrusione nell'ufficio di Gaby da parte di Pebst. Il Presidente si convince della lealtà e correttezza di Gaby e promette di andare avanti con il piano di pace. Contemporaneamente, presso un osservatorio nel Tibet, il messaggio alieno viene nuovamente ricevuto da uno scienziato cinese.

## Edizioni
- (EN) Chloe Zerwick e Harrison Brown, The Cassiopeia Affair, Gollancz SF, n. 5, 1ª ed., Londra, Gollancz, 1º gennaio 1968.
- (EN) Chloe Zerwick e Harrison Brown, The Cassiopeia Affair, New York, Doubleday, 1968.
- (NL) Chloe Zerwick e Harrison Brown, De Zaak Cassiopeia, Houten, Bruna, ISBN 9789022913840.
- Chloe Zerwick e Harrison Brown, Messaggio da Cassiopea, traduzione di Beata Della Frattina, Urania, n. 533, Milano, Mondadori, 8 febbraio 1970.
- Chloe Zerwick e Harrison Brown, Messaggio da Cassiopea, traduzione di Beata Della Frattina, Urania, n. 853, Milano, Mondadori, 14 Settembre 1980.
- Chloe Zerwick e Harrison Brown, Messaggio da Cassiopea, traduzione di Beata Della Frattina, Classici Urania, n. 155, Milano, Mondadori, febbraio 1990.